# سرودخوان رگه‌سفید
سرودخوان رگه‌سفید یا سرودخوان خال‌سفید (نام علمی: Dysithamnus leucostictus) گونه‌ای از پرندگان از خانواده مرچه‌مرغان است که در کلمبیا، اکوادور، پرو و ونزوئلا یافت می‌شود. زیستگاه طبیعی آن جنگل‌های کوهستانی نمناک نیمه‌گرمسیری یا گرمسیری است.
دو زیرگونه شناخته شده وجود دارد:
- D. l. tucuyensis Hartert، ۱۸۹۴ - شمال ونزوئلا
- D. l. leucostictus Sclater, PL، ۱۸۵۸ - شرق کلمبیا تا شمال پرو

به نژاد ساحلی ونزوئلا گاهی وضعیت خاصی به عنوان سرودخوان ونزوئلایی (Dysithamnus tucuyensis) داده می‌شود.

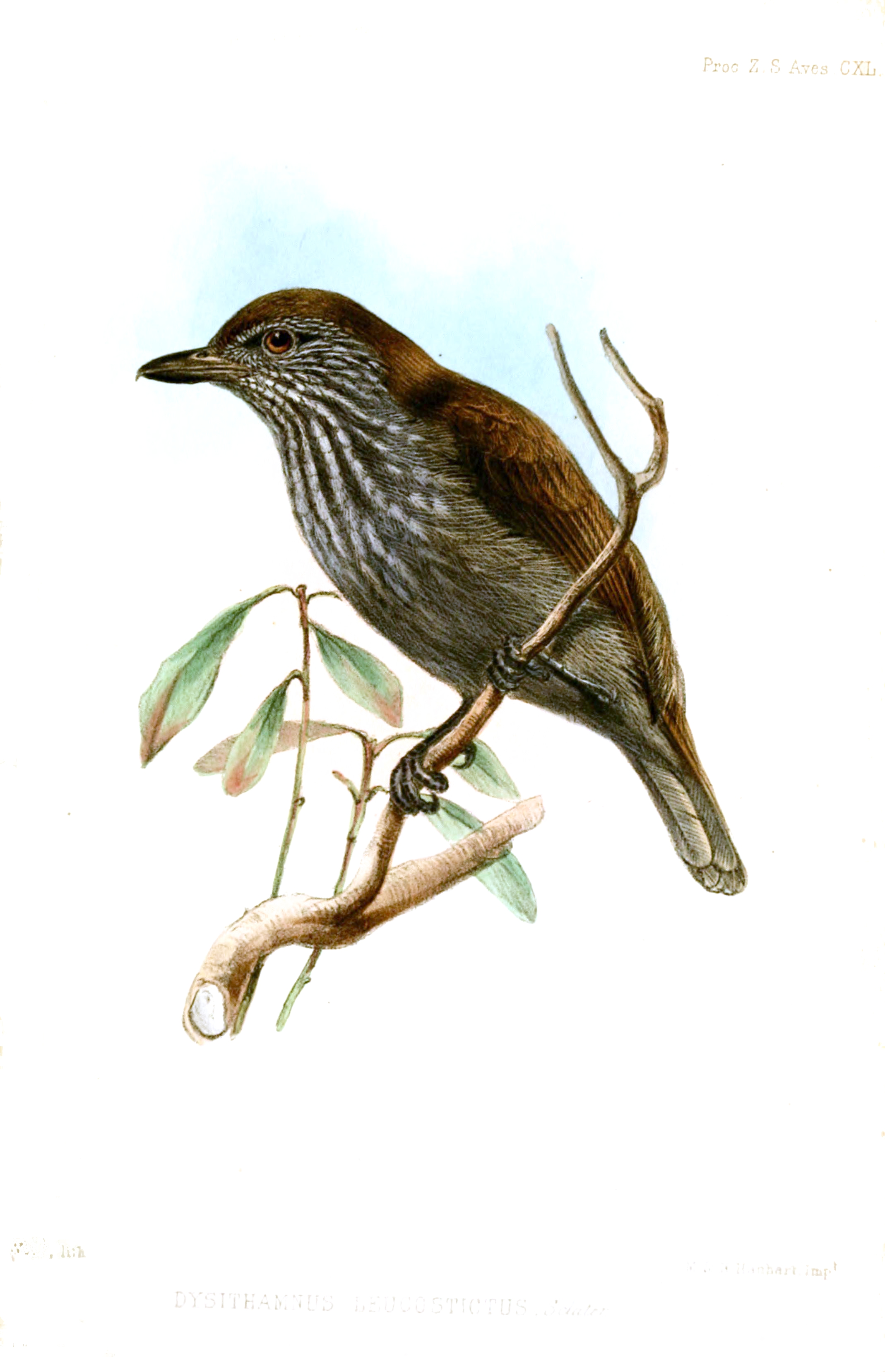
ماده